# Distretto di Artova
Il distretto di Artova (in turco Artova ilçesi) è uno dei distretti della provincia di Tokat, in Turchia.